# Adrián Arias
Adrián Arias (Perú, 1961) es un poeta y artista visual peruano, radicado en San Francisco, California, desde 2001.

## Obras
- Hábitos, premiado en el concurso de poesía Julio Cortázar de Buenos Aires, Argentina en 1982, publicado en 1984
- Castigo divino, premiado en el concurso bienal de poesía COPE en 1997 y editado por Jaime Campodonico editores en 2000.
- 26-10-2,028, premiado en el concurso bienal de poesía COPE en 1999 y 2000.
- Sueños y paranoias, primer premio de la bienal de poesía APJ, premio Bienal APJ en 1996, editado por Peisa en Lima en 1999.